# Trooz
Trooz (wa. Li Trô) – miejscowość i gmina (commune) w Belgii, w Regionie Walońskim, w prowincji Liège, w okręgu Liège. 1 stycznia 2024 roku liczyła 8058 mieszkańców.

## Podział administracyjny
W skład gminy wchodzą trzy dzielnice (section):
- Forêt
- Fraipont
- Nessonvaux